# アレクサンドル・イワンチェンコフ
アレクサンドル・イワンチェンコフ（Aleksandr Ivanchenkov、ロシア語:Александр Сергеевич Иванченков、1940年9月28日 - ）は、ソビエト連邦の宇宙飛行士で、フライトエンジニアとしてソユーズ29号、ソユーズT-6のミッションに参加し、147日間と12時間37分を宇宙で過ごした。
1940年9月28日にモスクワ州イヴァンテエフカで生まれた。既婚で1人の子供がいる。1973年3月27日に宇宙飛行士に選ばれ、1993年11月3日に引退した。